# Antragsverfahren
Ein Antragsverfahren wird von einer Behörde oder einem Gericht nur auf Antrag
durchgeführt. Ähnlich wie bei einer Klage soll meist einem persönlichen Anliegen Rechnung getragen werden. Dadurch unterscheidet es sich von einem Verfahren von Amts wegen, das oft auch im öffentlichen Interesse liegt.

## Beispiele

### Antrag auf Anerkennung als Kriegsdienstverweigerer
Der Antrag ist beim zuständigen Kreiswehrersatzamt schriftlich oder zur Niederschrift zu stellen. Es genügt hier ein formloser Antrag unter Berufung auf Art. 4 Abs. 3 Grundgesetz („Hiermit beantrage ich die Anerkennung als Kriegsdienstverweigerer aus Gewissensgründen gemäß Art. 4 Abs. 3 des Grundgesetzes.“) um das Anerkennungsverfahren einzuleiten.
Dem Antrag sind eine ausführliche Darlegung der Beweggründe für die Gewissensentscheidung und ein vollständiger Lebenslauf beizufügen. Sollten diese Unterlagen nicht bereits bei Antragstellung beim Kreiswehrersatzamt zusammen mit dem Antrag eingereicht werden, fordert das Bundesamt diese Unterlagen im Anerkennungsverfahren nach.
Nachdem das Kreiswehrersatzamt den Eingang des Antrages bestätigt hat und die Wehrdienstfähigkeit im Musterungsverfahren festgestellt wurde, leitet es den Antrag zusammen mit den Personalunterlagen an das Bundesamt für Familie und zivilgesellschaftliche Aufgaben zur weiteren Bearbeitung weiter.
Der Antragsteller oder die Antragstellerin wird anerkannt, wenn der Antrag vollständig und geeignet ist, das Recht auf Anerkennung zu begründen. Sollte das Bundesamt Zweifel an der Wahrheit der Angaben haben, so wird eine schriftliche oder ggf. mündliche Anhörung durchgeführt, in der die Zweifel noch einmal ausgeräumt werden können.
Sollte der Antrag abgelehnt werden, so ist ein Widerspruch gegen die Ablehnung möglich. Wird der Widerspruch zurückgewiesen, kann Klage beim zuständigen Verwaltungsgericht eingereicht werden.

### Grundbucheintragung
Eine Eintragung in das Grundbuch erfolgt grundsätzlich nur auf Antrag (§ 13 Grundbuchordnung).